# Virgilio Maroso
Virgilio Maroso (* 26. Juni 1925 in Marostica; † 4. Mai 1949 in Superga) war ein italienischer Fußballspieler. Als Teil der berühmten Mannschaft des Grande Torino gewann er vier italienische Meistertitel und brachte es auch auf sieben Länderspiele für sein Heimatland.

## Karriere
Virgilio Maroso wurde am 26. Juni 1925 in Marostica in der Provinz Vicenza geboren. Er besuchte als Jugendlicher die Fußballschule des AC Turin. Sein erstes Engagement im Erwachsenenbereich hatte der Cousin des legendären Schweizer Nationalmannschaftskapitän Severino Minelli im Jahre 1944 bei der US Alessandria, wo er im Rahmen der inoffiziellen Kriegsmeisterschaft zwölf Einsätze verbuchte. 
Der Abwehrspieler kehrte in der Folge zu seinem Heimatverein AC Turin zurück und erlebte hier die erfolgreichste Zeit des Vereins überhaupt, dessen Mannschaft als Grande Torino in die Annalen des italienischen Fußballs einging. Nachdem bereits vor der kriegsbedingten Pause im Spielbetrieb ein Meistertitel ins Stadio Filadelfia geholt werden konnte, setzte man sich auch in der ersten Meisterschaft nach Ende des Zweiten Weltkriegs durch und beendete die Finalrunde auf dem ersten Platz mit einem Vorsprung von einem Punkt vor dem Lokalrivalen Juventus Turin. Ganze zehn Punkte trennten Torino in der Saison 1946/47 vom ersten Verfolger, der erneut Juventus hieß. 1947/48 erreichte die große Mannschaft des AC Turin dann schließlich den Höhepunkt ihres Schaffens. Mit 128 Saisontoren und einem unglaublichen Abstand von sechzehn Punkten auf den zweitplatzierten AC Mailand errang man zum nunmehr vierten Mal in Folge den Titel des italienischen Fußballmeisters. Auch in der Saison 1948/49 zeigte sich der AC Turin ausgesprochen souverän und konnte schon Ende April 1949 den fünften Meistertitel in Serie festmachen. Daraufhin vereinbarte Vereinspräsident Ferruccio Novo in Freundschaftsspiel im portugiesischen Lissabon gegen Benfica. Auf dem Rückflug aus Lissabon krachte das Flugzeug, das die Turiner Mannschaft transportierte, bei starkem Nebel gegen den Turiner Hausberg Superga. Alle 27 Passagiere sowie die vier Crewmitglieder kamen dabei ums Leben. Auch Virgilio Maroso ließ sein Leben in Superga, er wurde nur 23 Jahre alt. Mit diesem Unfall war die große Zeit des AC Turin mit einem Mal beendet, der Verein musste beinahe drei Jahrzehnte auf seine nächste Meisterschaft warten. Heute zählt man eher zu den grauen Mäusen, denn zu den Spitzenteams der italienischen Eliteliga.
Virgilio Maroso machte insgesamt zwischen 1945 und 1949 103 Ligaspiele für den AC Turin. Dabei gelang ihm ein Torerfolg. Auch in der italienischen Fußballnationalmannschaft war der Verteidiger zu finden. Zwischen 1945 und 1949 lief er hier insgesamt sieben Mal auf, auch hier sprang ein Treffer heraus. Diesen erzielte er bei seinem letzten Länderspiel Anfang 1949 gegen Portugal (Endstand: 4:1).
Der US Marosticense aus seiner Heimatstadt benannte ihm zu Ehren sein Fußballstadion nach ihm.

## Erfolge
- Italienische Meisterschaft: 4×

1945/46, 1946/47, 1947/48 und 1948/49 mit dem AC Turin